# Emiliano Pagani
Pour les articles homonymes, voir Pagani.
Emiliano Pagani  (né en 1969 à Livourne) est un auteur de bande dessinée italien spécialisé dans la bande dessinée humoristique.

## Biographie
Entré au journal satirique Il Vernacoliere, il y anime notamment la Famiglia Quaguilotti de 1992 à 2005. En 2003, il y crée pour le dessinateur Daniele Caluri la série d'aventure humoristique Don Zauker exorciste (en), traduite en français par Clair de Lune.

## Récompense
- 2007 : Prix Micheluzzi de la meilleure série humoristique (avec Daniele Caluri) et du meilleur scénariste humoristique pour Don Zauker exorciste (en)
- 2009 : Prix Micheluzzi de la meilleure série humoristique pour Don Zauker exorciste (avec Daniele Caluri)